# Liste der Bodendenkmäler in Priesendorf
Auf dieser Seite sind die Bodendenkmäler in der oberfränkischen Gemeinde Priesendorf zusammengestellt. Diese Tabelle ist eine Teilliste der Liste der Bodendenkmäler in Bayern. Grundlage ist die Bayerische Denkmalliste, die auf Basis des Bayerischen Denkmalschutzgesetzes vom 1. Oktober 1973 erstmals erstellt wurde und seither durch das Bayerische Landesamt für Denkmalpflege geführt wird. Die folgenden Angaben ersetzen nicht die rechtsverbindliche Auskunft der Denkmalschutzbehörde.

## Bodendenkmäler der Gemeinde Priesendorf

### Bodendenkmäler in der Gemarkung Neuhausen
| Lage                 | Objekt                                                          | Akten-Nr.     | Bild |
| -------------------- | --------------------------------------------------------------- | ------------- | ---- |
| Neuhausen (Standort) | Grabhügel vorgeschichtlicher Zeitstellung.                      | D-4-6030-0004 |      |
| Neuhausen (Standort) | Bestattungsplatz mit Grabhügel vorgeschichtlicher Zeitstellung. | D-4-6130-0119 |      |

### Bodendenkmäler in der Gemarkung Priesendorf
| Lage                   | Objekt | Akten-Nr.     | Bild |
| ---------------------- | --- | ------------- | ---- |
| Priesendorf (Standort) | Bestattungsplatz mit Grabhügeln vorgeschichtlicher Zeitstellung. | D-4-6030-0001 |      |
| Priesendorf (Standort) | Archäologische Befunde im Bereich der modernen Katholischen Pfarrkirche St. Bartholomäus von Priesendorf mit neuzeitlichem Vorgängerbau und ummauertem Kirchhof. Siehe auch: St. Bartholomäus (Priesendorf) | D-4-6030-0089 |      |
| Priesendorf (Standort) | Archäologische Befunde der frühen Neuzeit im Bereich der Katholischen Marienkapelle in Priesendorf. | D-4-6030-0090 |      |

### Bodendenkmäler in der Gemarkung Trunstadt
| Lage                 | Objekt                                     | Akten-Nr.     | Bild |
| -------------------- | ------------------------------------------ | ------------- | ---- |
| Trunstadt (Standort) | Grabhügel vorgeschichtlicher Zeitstellung. | D-4-6030-0016 |      |